# Кричев
Кри́чев (бел. Кры́чаў) — город на востоке Могилёвской области Беларуси. Административный центр Кричевского района.
Численность населения — 22 973 человек (на 1 января 2025 года).
В городе расположен Дворец графа Потёмкина.
В 2016 году Кричев отметил 880-летие.

## География
Расположен на реке Сож (приток Днепра) в 104 км от Могилёва, на автомобильной дороге Бобруйск — Москва.

## Этимология
Существует несколько версий происхождения топонима «Кричев». Согласно одной из них, он образовался от слова «кричное» или «крица», «кричное железо» — название болотной железной руды, которой было много в его окрестностях. Другая версия связывает название города с кривичами. По третьей версии, название происходит от прозвищного имени кръч — кузнец с притяжательным суффиксом -ев.

## Геральдика
Герб и флаг утверждены решениями Кричевского районного исполнительного комитета от 22 декабря 2001 года № 20-23 и Кричевского районного Совета депутатов от 27 декабря 2001 года № 13-6. Зарегистрированы в Гербовом матрикуле Республики Беларусь 18 февраля 2002 года № 82.

## История

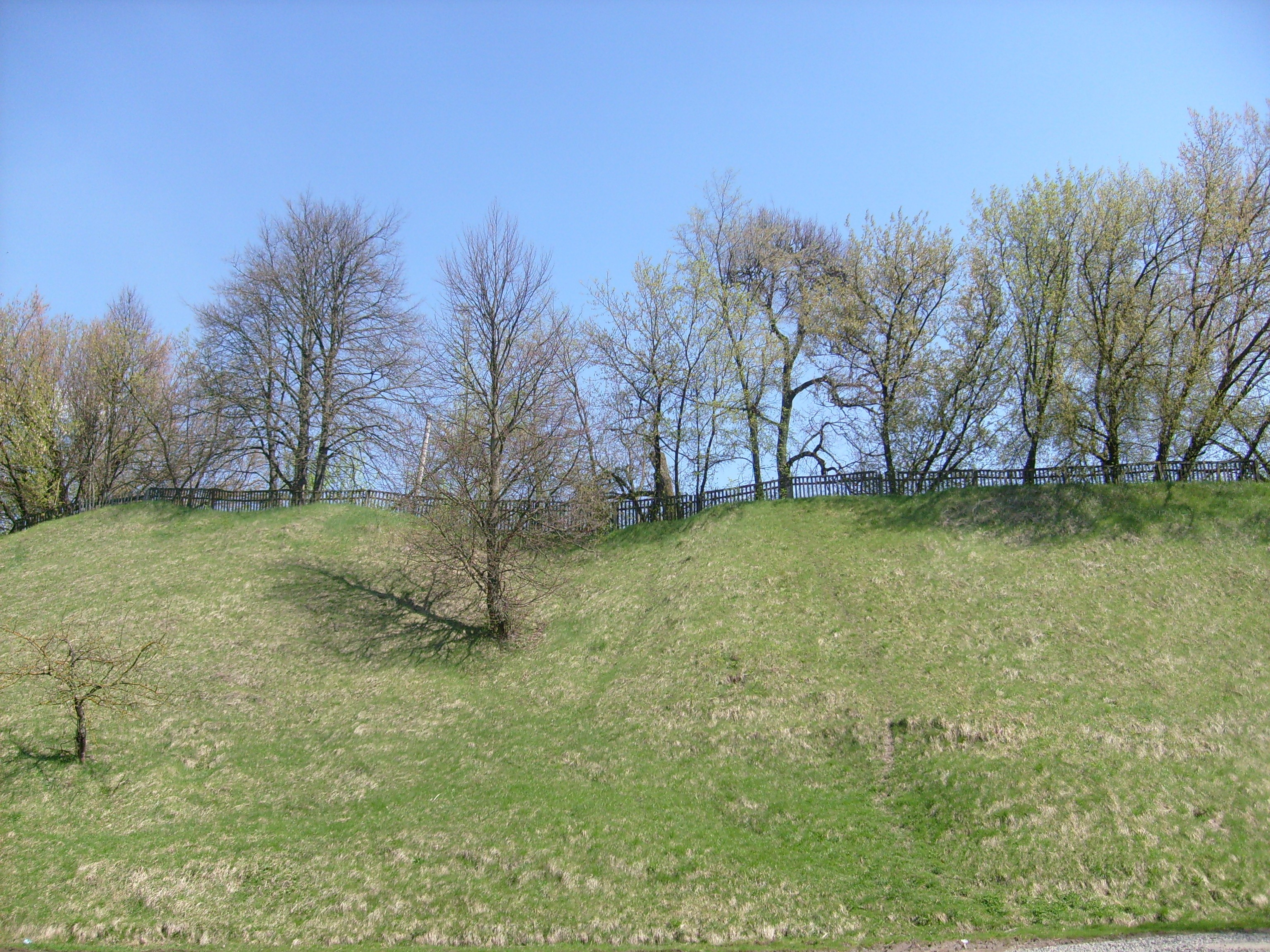
Городище «Замковая гора»

Первое письменное свидетельство о Кричеве относится к 1136 году, когда он под названием Кречут упоминается в числе городов, платящих дань смоленскому князю Ростиславу Мстиславичу. В первой половине XIV века город переходит под контроль Мстиславского княжества, которое в 1359 году входит в состав Великого княжества Литовского. В конце XV века Кричев в качестве важного приграничного замка становится центром Кричевской волости. В 1633 году город получает Магдебургское право, создан городской магистрат.
После нашествия шведов в 1708 году Кричеву был нанесён большой урон: из 500 домов осталось 200, разорены сукновальни, мельницы, пивоварни.
Словацкий евангелист Даниел Крман (1663—1740) в своём дневнике, написанном на латинском языке, рассказывает про Кричев в 1708 году следующее: «29 сентября в праздник св. Михаила мы достигли большого города под названием Крушов [примечание: Кричев], разделённого на три части. В одной части на возвышенном месте находится крепость Радзивиллов, вся деревянная. Кроме того, есть там много русских храмов. Здесь один священник учил меня читать русские буквы. Переночевали мы в каком-то саду, прилегающем к дому, который разграбили наши слуги. Но когда утром пришли женщины с плачем и рыданием, грабители были вынуждены отдать и вернуть всё…»
В первой половине XVIII века Кричевщиной владел князь Иероним Радзивилл. При нём в 1740 году началось известное крестьянское восстание. Восставших возглавил крепостной Василий Ващило, объявивший себя внуком Богдана Хмельницкого.
В последующем старостой Кричева стал Ежи Август Мнишек (1715—1778).
После первого раздела Речи Посполитой в 1772 году в Кричевском старостве, владельцем Кричева был надворный маршалок великий коронный граф М. Мнишек. За отказ принять присягу верности Екатерине II был конфискован в казну и подарен императрицей князю Г. А. Потёмкину.
Административно Кричев считался местечком в составе Чериковского уезда Могилёвской губернии.
В 1780-е года строится судоверфь, со стапелей которой спускались корабли, которые через Днепр выходили в Чёрное море. В частности, на флотилии судов Кричевского производства осуществлялось путешествие Екатерины II в Новороссию. В Кричеве строятся 2 кожевенных, 2 стекольных, кирпичный, винокуренный, меднолитейный заводы, отделение Херсонского адмиралтейства, канатная мануфактура, мануфактура по выработке парусины. Парусина и канаты отправлялись по Днепру в Херсон, где под началом адмирала Ф. Ф. Ушакова строились корабли.

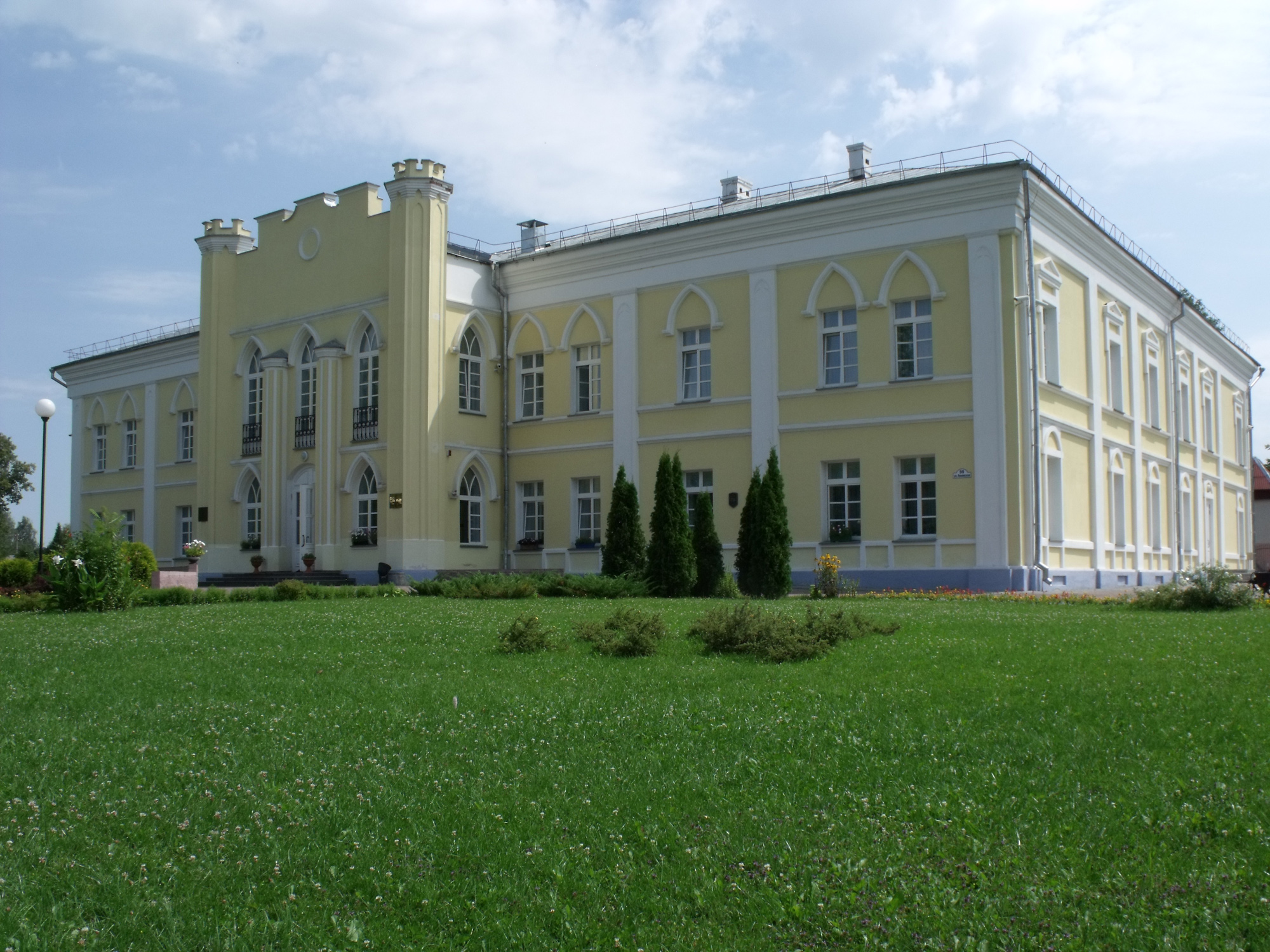
Дворец Потёмкина

Г. Потёмкин построил в Кричеве дворец (архитектор И. Е. Старов), ставший памятником русского классицизма.
У князя Потёмкина родился необыкновенный замысел — вооружить против турок евреев. Реализация этой идеи, принадлежавшей, возможно, его другу Цейтлину, началась с образования кавалерийского эскадрона, набранного из евреев города Кричев Могилёвской губернии. В декабре 1787 года светлейший князь создал еврейский казачий полк и назвал его Израилевский. Полком командовал князь Фердинанд Брауншвейгский. По мысли Потёмкина, Израилевский полк должен был состоять наполовину из пехоты, наполовину из кавалерии (евреев-казаков, вооружённых пиками). В марте 1788 года уже прошли учения первых тридцати пяти бородатых еврейских казаков. Скоро набралось уже два эскадрона, однако пять месяцев спустя Потёмкин приказал распустить Израилевский полк, — как шутил принц де Линь, «чтобы не ссориться с Библией».
Граф Г. Потёмкин лишил город самоуправления, объявил его местечком, а жителей перевёл в крепостные. Горожане подали в суд, тяжба продолжалась 18 лет. Вскоре Потёмкин передал свои владения И. О. Голынскому.
Вскоре Кричев приходит в упадок, предприятия закрываются. Действующими остаются только винокуренный завод и парусиновая мануфактура. Некоторое оживление происходит только в середине XIX века, после строительства трассы Москва — Варшава. В начале XIX века Кричев остаётся местечком, в нём 2 тысячи жителей и 371 двор, 6 церквей, один костёл и две синагоги. На ручье Кричевце стояли водяная и ветряная мельницы, винокуренный завод. В городе было 28 лавок, ежегодно проводились две ярмарки.
В 1880 году в городе, являвшимся волостным центром Чериковского уезда, проживало 2230 мужчин и 2340 женщин, было народное училище, 7 каменных и 754 деревянных домов, 71 торговая лавка, 6 церквей, костёл, 2 синагоги. В 1897 году — 3,7 тысячи жителей.
В 1924 году Кричев становится центром новообразованного Кричевского района. 17 декабря 1931 года местечко Кричев получает статус города.

«О переименовании местечка Кричева Кричевского района в город Кричев»
ЦИК и СНК БССР постановляют:
1. Удовлетворить ходатайство Кричевского районного исполнительного комитета и переименовать местечко Кричев в город Кричев.
2. Утвердить постановление Кричевского районного исполнительного комитета об изменении территории сельских советов и считать отнесёнными:
а) деревню Воронево к Кричевскому городскому совету;
б) деревни Ивановку и Горбатовку к Головичскому сельскому совету;
в) деревни Глушнево и Зуи к Бельскому сельскому совету.
3. Поручить Кричевскому районному исполнительному комитету организовать Кричевский городской совет.
Председатель Центрального Исполнительного Комитета Белорусской ССР А.Червяков

Заместитель Председателя Совета Народных Комиссаров Белорусской ССР Секретарь Центрального Исполнительного Комитета Белорусской ССР М. Гнилякевич— Постановление Центрального исполнительного комитета и Совета народных комиссаров Белорусской ССР, 17 декабря 1931 г.

ОАО «Кричевцементношифер»

В 1930-е годы в Кричеве в процессе индустриализации возводятся несколько промышленных предприятий, в том числе цементный завод. В 1939 году в городе 16 тысяч жителей, в том числе 11 404 белоруса, 2365 русских, 1362 еврея, 745 украинцев.
Вскоре после начала Великой Отечественной войны войска Вермахта подходят к городу, и 17 июля 1941 года части Красной Армии оставляют Кричев. Однако, в окрестностях города бои продолжаются до середины августа. Во время оккупации на территории города действуют группы подпольщиков. 29 сентября 1943 года части Красной Армии получают приказ освободить Кричев и 30 сентября справляются с этой задачей. По итогам боёв особо отличившиеся соединения: 212-я стрелковая дивизия полковника Мальцева, 385-я стрелковая дивизия полковника Супрунова и 572-й пушечно-артиллерийского полк полковника Савина приказом Верховного Главнокомандующего получают почётное наименование «Кричевских». Кричев становится первым белорусским городом, имя которого присваивается воинским частям. К моменту освобождения в Кричеве осталось всего 32 неразрушенных дома из 929 и 860 человек населения.
Несмотря на разрушения, уже в 1944 году на не до конца восстановленном цементом заводе началась отгрузка цемента для нужд Ленинграда. В 1949 году в Кричеве был построен завод резиновых изделий.
Полностью восстановить и превысить довоенный уровень производства городу удалось только к концу 1950-х годов. В 1959 году в городе насчитывалось 19 тысяч жителей. В 1970 году — 25,7 тысяч.
22 августа 1997 года административные единицы Кричевский район и город Кричев, имеющие общий административный центр, объединены в одну административную единицу — Кричевский район с административным центром город Кричев.
В 2009 году в связи с празднованием 65-й годовщины освобождения Республики Беларусь от немецко-фашистских захватчиков и в целях увековечения подвига воинов Красной Армии, партизан и подпольщиков Кричев награждён вымпелом «За мужнасць і стойкасць у гады Вялікай Айчыннай вайны» (Указ Президента Республики Беларусь от 29 июня 2009 года № 355).

## Население
Численность населения — 22 973 человек (на 1 января 2025 года).
| Год       | 1779 | 1880 | 1897 | 1926 | 1939 | 1959 | 1970  | 1972  | 1991  | 1997  | 2004 | 2006  | 2008  | 2010  | 2013  | 2025    |
| --------- | ---- | ---- | ---- | ---- | ---- | ---- | ----- | ----- | ----- | ----- | ---- | ----- | ----- | ----- | ----- | ------- |
| Тыс. чел. | 2,8  | ▲4,6 | ▲6,2 | ▼5,6 | ▲16  | ▲19  | ▲25,7 | ▲26,5 | ▲32,6 | ▼31,9 | ▼28  | ▼27,4 | ▼26,9 | ▲27,1 | ▼26,5 | ▼22 973 |

| Национальный состав по переписи 2009 года | Национальный состав по переписи 2009 года | Национальный состав по переписи 2009 года | Национальный состав по переписи 2009 года | Национальный состав по переписи 2009 года | Национальный состав по переписи 2009 года | Национальный состав по переписи 2009 года | Национальный состав по переписи 2009 года | Национальный состав по переписи 2009 года | Национальный состав по переписи 2009 года | Национальный состав по переписи 2009 года | Национальный состав по переписи 2009 года | Национальный состав по переписи 2009 года |
| Всего (2009)                              | белорусы                                  | белорусы                                  | русские                                   | русские                                   | украинцы                                  | украинцы                                  | поляки                                    | поляки                                    | евреи                                     | евреи                                     | татары                                    | татары                                    |
| ----------------------------------------- | ----------------------------------------- | ----------------------------------------- | ----------------------------------------- | ----------------------------------------- | ----------------------------------------- | ----------------------------------------- | ----------------------------------------- | ----------------------------------------- | ----------------------------------------- | ----------------------------------------- | ----------------------------------------- | ----------------------------------------- |
| 27 202                                    | 24 968                                    | 91,79 %                                   | 1829                                      | 6,72 %                                    | 251                                       | 0,92 %                                    | 18                                        | 0,07 %                                    | 12                                        | 0,04 %                                    | 11                                        | 0,04 %                                    |

## Транспорт
Автомобильные дороги проходящие через город: Р15 Кричев — Орша — Лепель, Р43 граница Российской Федерации (Звенчатка) — Кричев — Бобруйск — Ивацевичи (до Р2).

### Автобус
Автобусное движение в Кричеве было открыто в 1937 году и сегодня насчитывает 13 городской маршрут. Подвижной состав представлен машинами:МАЗ-103 (как в городском так и в пригородном исполнении) МАЗ-105, МАЗ-203, МАЗ-206, МАЗ-216, МАЗ-251, МАЗ-241, ГАЗ-A64R42 Next, Atlant-M C19V* (Volkswagen Crafter), ГолАЗ-525110-10 «Вояж» (на базе шасси Scania K250IB4x2NB), МАЗ-256, Действует 17 линии маршрутных такси. Маршрутные такси представлены машинами: ГАЗель, Mercedes-Benz Sprinter, Volkswagen Crafter, Peugeot Boxer, Ford Transit, ГАЗ-Next и другие.

### Железнодорожный
Город является крупным железнодорожным узлом — станция Кричев I находится на пересечении линий Рославль — Могилёв и Орша — Унеча. Кроме того, город обслуживает платформа Депо.

## Экономика
Крупнейшее предприятие города — производитель строительных материалов ОАО «Кричевцементношифер» (893 работника по состоянию на 2019 год). У предприятия два основных производственных участка — в центре города и на левом берегу Сожа, у месторождения Каменка.
Действуют также:
- Резинотехнический завод: филиал «Производство резиновых изделий, г. Кричев» ОАО «Белшина» — производит резиновую обувь и резинотехнические товары (146 работников по состоянию на 2019 год);
- СООО ЦСП БЗС — производит цементно-стружечные плиты (142 работника по состоянию на 2019 года);
- Хлебозавод: филиал ОАО «Булочно-кондитерская компания „Домочай“» (102 работника по состоянию на 2019 год);
- ОАО «Кричевский завод железобетонных изделий»;
- ЧП «Белсоюзгрупп» — производит шнуры, канаты, верёвки;
- ЧТУП «БудаМебельПлюс» — производит мебель.

В 1940-е годы действовал Кричевский фосфоритный завод.

## Образование
В городе действует Кричевский государственный аграрно-строительный колледж.

## Религия

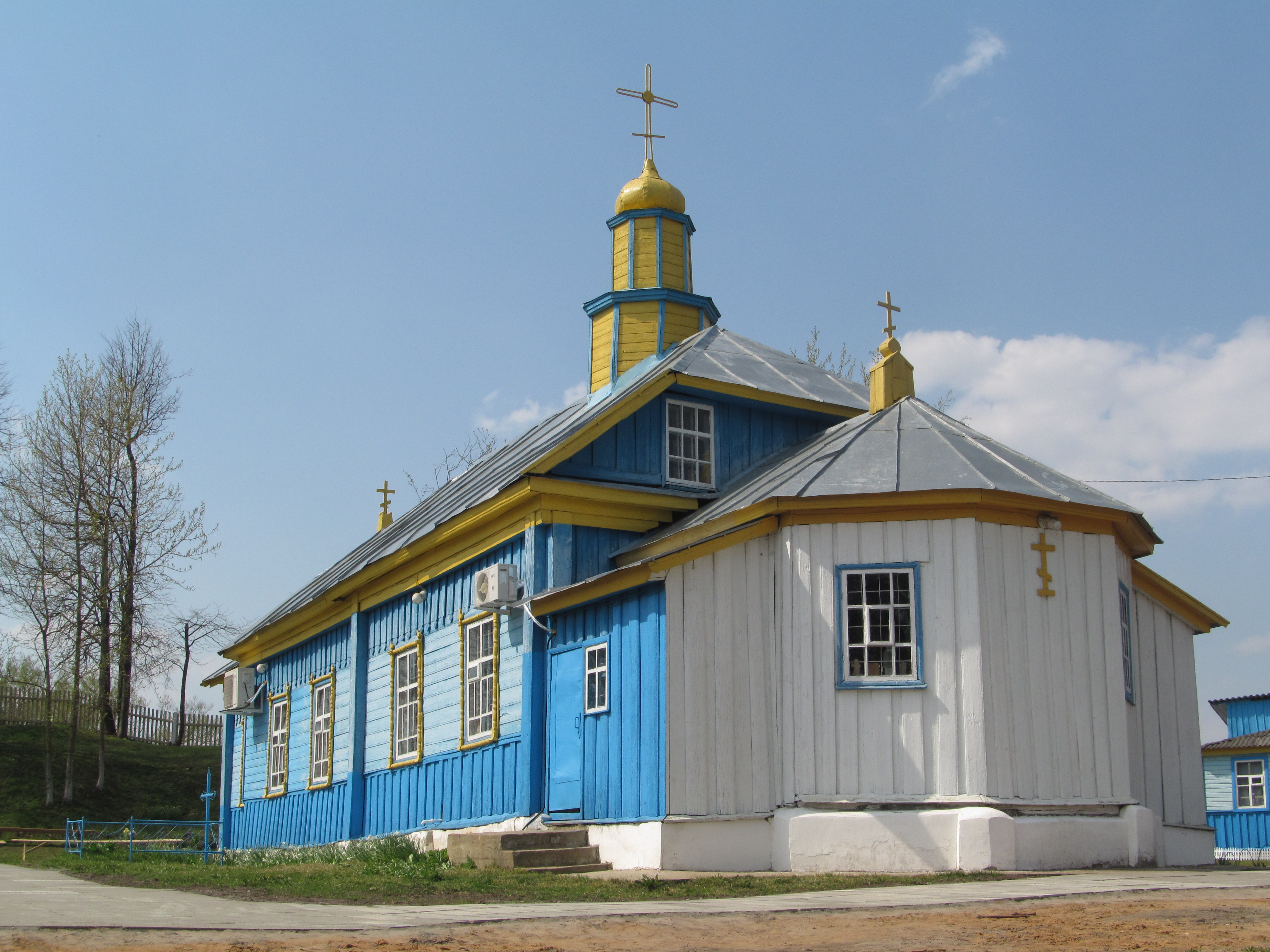
Свято-Николаевская церковь

На территории Кричевского района осуществляют свою деятельность 8 религиозных общин, и все они находятся на территории города.
Три общины православного вероисповедания:
- Воскресенская церковь
- Свято-Николаевская церковь
- Свято-Покровская церковь

Католическая община — Римско-католический приход Непорочного Зачатия Пресвятой Девы Марии.
Три протестантские религиозные общины:
- Христиане веры евангельской
- Христиан полного Евангелия
- Церковь адвентистов седьмого дня

Иудейская религиозная община.

## Культура
- Дом культуры
- Государственное учреждение культуры «Исторический музей г. Кричева»[30]

## События и мероприятия

### События
- В 2016 году Кричев отметил 880-летие.

### Мероприятия
- 2025 год — областной фестиваль «Дажынкi».

## Достопримечательности

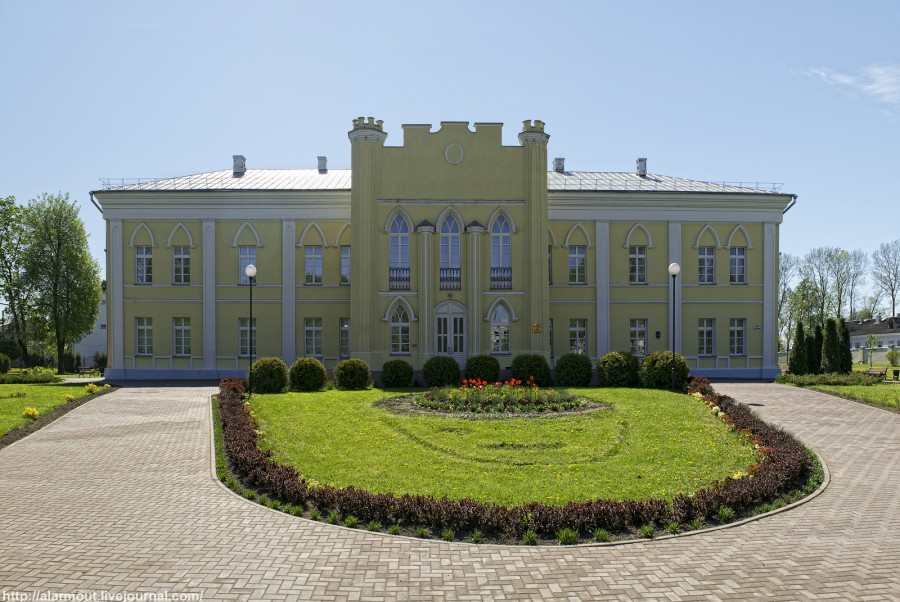
Дворец графа Потёмкина. Ныне — исторический музей города Кричева и отдел ЗАГС Кричевского райисполкома

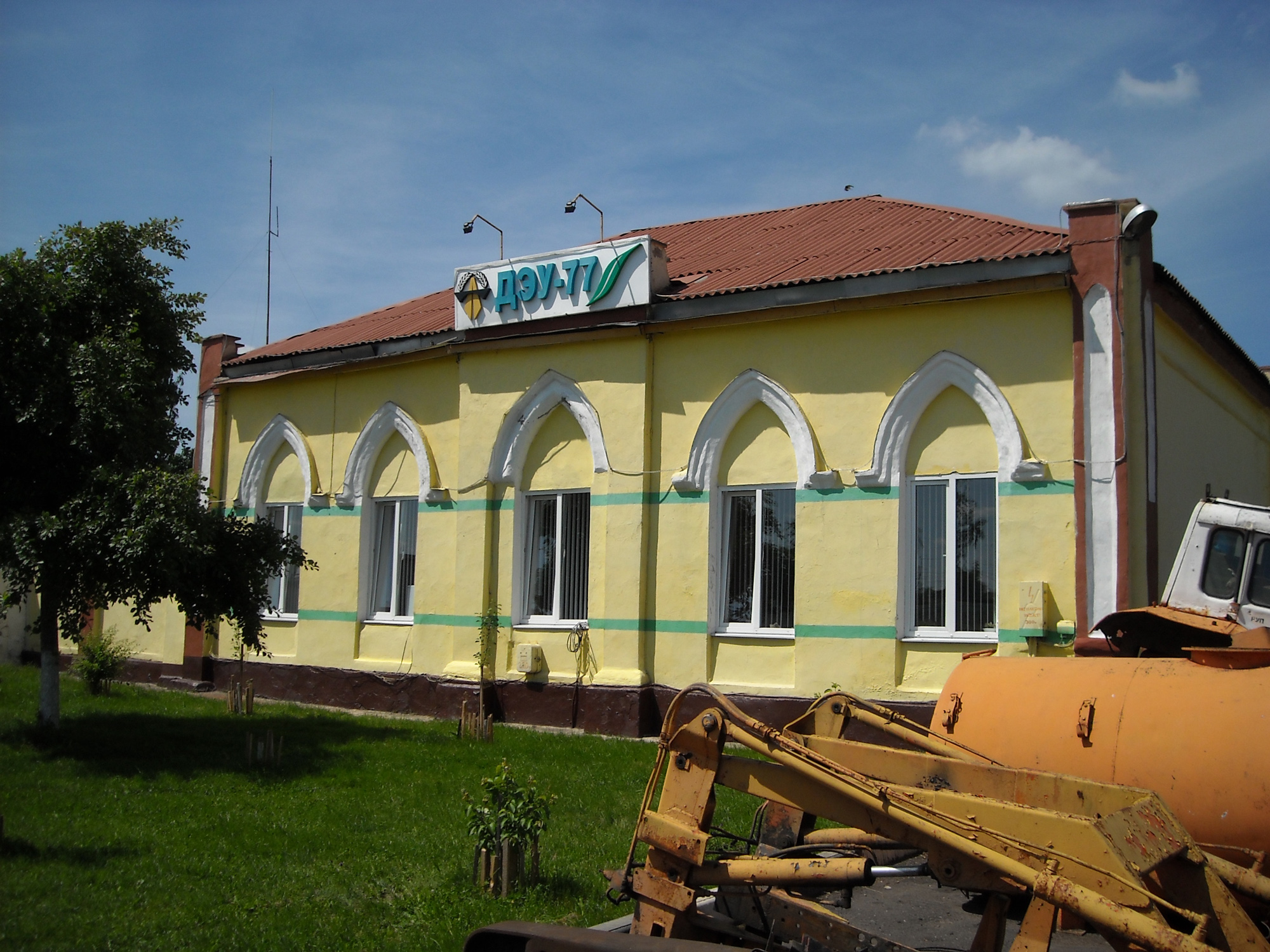
Здание почтовой станции

- Дворец графа Потёмкина (1778—1787) —  Историко-культурная ценность Республики Беларусь, шифр 512Г000479. Построен русским архитектором Иваном Старовым. Потёмкин во дворце принимал Екатерину ІІ. Позже представители рода Голынских устраивали балы. В советские времена — школа. В 1980-е годы был законсервирован для последующей реставрации[31]. Реставрация была закончена в 2008 году, и дворец был открыт для посетителей. В здании дворца разместились Кричевский краеведческий музей и ЗАГС[32].
- Кричевская почтовая станция (сер. XIX века). Обслуживала дорогу Москва — Брест — Варшава. Представляет собой комплекс зданий, расположенных вокруг прямоугольного в плане двора. Центральное здание каменное, главным фасадом повёрнуто к дороге. Его центр и углы выделены пилястрами с готическими арочными нишами. Прямоугольные окна в лиштвах с профилированными сандриками в виде стрельчатых арок. Сейчас здание занимает дорожно-эксплуатационная служба[33].
- Свято-Николаевская церковь (1945). Расположена на замковой горе около Сожа. Памятник деревянного зодчества[34].
- Городище «Городец» (X—XIV вв.).
- Городище «Замковая гора» (XI—XVIII вв.).
- Братская могила на ул. Сиротинина. Захоронение расположено на крутом берегу Сож. В числе захороненных в нём старший сержант артиллерии Николай Сиротинин (два с половиной часа сдерживал немецкую танковую колонну, за это время было уничтожено 11 танков, 6 бронемашин, 57 солдат и офицеров)[35].
- Винокурня (XVIII в.)
- Историческая застройка (XIX — нач. XX вв.; фрагменты)
- Замковая гора (XI—XVIII вв.)
- Иудейские кладбища
- Плебания (XIX в.)
- Свято-Покровская церковь 1946 г.
- Церковь Воскресения Христова (XIX в., 1930-е)
- Аллея Славы. Открыта 22 июня 2004 года, где на тринадцати памятных знаках размещены имена знаменитых уроженцев Кричевской земли — Герои Советского Союза и Герои Социалистического Труда, Почётные граждане города Кричева (Киселёв К. В., Гусаковский И. И., Смоляков А. Е., Столяров Н. И., Корниенко В. Я., Борисов А. Ф., Гиндин А. М., Могилёвцев И. И., Готовчик А. Д., Манина Е. И., Морозов М. В., Минин А. В., Жадов А. С., Максимцов М. Д., Супрунов М. Ф., Савин О. Е., Реуцкий К. А., Старовойтов М. К., Минин А. В., Менькова О. В. и др.[36]Монумент Мира

Монумент Мира

- Памятный знак «Самолет» с мемориальной доской в память о подвиге лётчика-капитана Дашкина В. Г., погибшего выполняя учебный полет в 1964 году.

### Памятник, скульптура
- Памятник В. И. Ленину
- Памятник-самолёт Су-9
- Памятник «СУ-100» — самоходно-артиллерийская установка на пьедестале, воздвигнута в ноябре 2013 года у автовокзала в восточной окраине города, куда первыми вошли в 1943 году наступающие части Красной Армии.
- Стела «Монумент Мира». Установлена близ площади автовокзала в 2017 году накануне Международного дня мира в 74-ю годовщину освобождения Кричева от немецко-фашистских войск[37].
- «Адмиралтейский шпиль» и памятный знак «Якорь» (2022). Валун с чёрным якорем — это памятный знак установленный к 237-летию со дня основания Кричевской судоверфи и отделения Херсонского адмиралтейства Черноморского флота Российской империи.

### Жанровая скульптура, арт-объекты
- В связи с 90-летием ОАО «Кричевцементношифер» на территории предприятия (у главного здания) установлен памятный знак, который рассказывает о ключевых этапах его истории (2023)[38].

### Утраченное
- Верфь (XVIII в.)
- Костёл Непорочного Зачатия Пресвятой Девы Марии (1855—1860)
- Костёл Святого Ильи (XV в.)
- Синагога
- Церковь Рождества Богородицы (XIX в.)

## В топонимике
- Улица Кричевская — в Могилёве, аг. Ходосы (Мстиславский район), г. п. Городище (Барановичский район).

## СМИ
- Газета «Кричевская жизнь» (бел. «Крычаўскае жыццё»)[39],
- Телеканал «ИНФО ТВ-КОМ»[40].

## Международное сотрудничество
Города-побратимы:
- Клин, Россия[41]
- Рославль, Россия